# Hydrolagus purpurescens
Hydrolagus purpurescens é uma espécie de peixe da família Chimaeridae.
Pode ser encontrada nos seguintes países: Japão e nos Estados Unidos da América.
Os seus habitats naturais são: mar aberto.
Está ameaçada por perda de habitat.